# T-Bone Walker
T-Bone Walker, właśc. Aaron Thibeaux Walker (ur. 28 maja 1910 w Linden, zm. 16 marca 1975 w Los Angeles) – amerykański gitarzysta i wokalista bluesowy; wprowadził do bluesa gitarę elektryczną. Przedstawiciel bluesa teksańskiego.
W 1987 został wprowadzony do Rock and Roll Hall of Fame, a w 2003 został sklasyfikowany na 47. miejscu listy 100 najlepszych gitarzystów wszech czasów magazynu Rolling Stone.

## Życie i działalność

### Młodość
Aaron urodził w Linden w hrabstwie Cass w Teksasie. Był jedynakiem. Zarówno matka Movelia, jak i ojciec Rance Walker byli muzykami. Babka Aarona ze strony matki – Martha, żona Edwarda Jamisona – była czystej krwi Indianką Cherokee.
Gdy Aaron miał rok, jego matka oświadczyła mężowi, że jej syn nie będzie pracował na plantacji. Przenieśli się więc ok. 1912 roku do Dallas. Jak wspomina „Mama i ja byliśmy bardzo blisko. Nie uwierzyłbyś jak dobrze potrafiła grać na gitarze jeszcze zanim poślubiła mojego Tatę. Kiedy Blind Lemon Jefferson lub Huddie Ledbetter Leadbelly przybywali do Dallas ona od razu siadała z nimi i wspaniale śpiewali bluesa. Ja leżałem w moim łóżeczku słuchając i nie śpiąc przez połowę nocy.”.
Był często posyłany przez matkę jako przewodnik dla niewidomego Jeffersona i zbierał pieniądze do jego cynowego kubka.
Gdy miał 10 lat razem z rodzinnym zespołem prowadzonym przez jego ojczyma nazwiskiem Marco Washington, wędrował po sąsiedztwie i tańczył do muzyki. Był tancerzem potrafiącym nieustannie wymyślać nowe kroki. Był urodzonym showmanem.
W wieku 12 lat otrzymał od matki bandżo, jednak jego marzeniem była gitara, którą otrzymał, gdy rozpoczął naukę w szkole średniej. Grywał na spotkaniach i piknikach kościoła Holy Ghost (Świętego Ducha), do którego należał. Był także członkiem zespołu Lawsona Brooksa, który w każdy weekend grał w Tip Top Cafe na Central Avenue. Była to 16-osobowa grupa, więc aby być słyszanym T-Bone grał na bandżo. Jak wspomina, po jakimś czasie odważyli się grać utwory Duke’a Ellingtona.
Wkrótce odszedł jednak z tego zespołu, gdyż zawsze myślał o pracy na własny rachunek. Jak wspomina, nie chciał także zostawiać samotnej matki, gdy musiał wyjeżdżać z zespołem. Został zastąpiony przez Charliego Christiana. Około 1923 roku dołączył na krótko do Dr Breeding’s Big B. Tonic Medicine Show jako piosenkarz, muzyk, tancerz i komik.
W połowie lat 20. znalazł się w trupie piosenkarzy i tancerzy prowadzonej przez piosenkarkę bluesową Idę Cox (1896–1967).
W 1929 roku wygrał amatorski konkurs muzyczny, którego główną nagrodą był tydzień występów z zespołem Caba Callowaya. Calloway zezwolił Walkerowi na krótkie solowe występy w czasie wspólnych koncertów w Majestic Theater w Dallas.
Pod koniec roku łowca talentów dla przedsiębiorstwa Columbia Records zaprosił Walkera na sesję nagraniową. 5 grudnia 1929 roku Walker, jako Oak Cliff T-Bone nagrał swoje dwa pierwsze utwory: „Trinity River Blues” i „Wichita Falls Blues”. Na następną sesję nagraniową z jego udziałem przyszło mu czekać aż do 1940 roku.
Na początku lat 30. grał w okolicach Dallas w grupach Coley Jones Dallas String Band i Lawson Brooks Band. Na dłużej zatrzymał się w 1933 roku w hollywoodzkiej grupie białego Rosjanina Count Biloxi Band, z którą podróżował po południu USA. Jako tancerz i muzyk miał naśladować Teda Lewisa. Orkiestra grała w dobrych miejscach i Biloski dobrze płacił muzykom. Szczególnym problemem było to, że Walker był jedynym czarnym wykonawcą w grupie. Ponieważ zespół miał piosenkarkę, czasem kilku białych wdzierało się na scenę, aby pobić Walkera, który uciekał w takich wypadkach awaryjnym wyjściem pożarowym.
Towarzystwo muzyków zmuszało Walkera także do picia alkoholu, co stało się jego nawykiem i odbiło się na zdrowiu. Będąc jeszcze nastolatkiem miał już wrzody żołądka spowodowane piciem. Znalazł się w szpitalu.
Także jeszcze w 1933 roku pracował w Milt Larkins Band. W rok później był członkiem zespołu pieśniarki bluesowej Ma Rainey i występowali w Fort Worth w Teksasie. Pewnego dnia podczas występów w Gem Hotel poznał Vidę Lee, którą poślubił w 1935 roku. Małżeństwo przetrwało do samej śmierci artysty; mieli trójkę dzieci.
Ponieważ mieszkali wspólnie z matką Walkera, T-Bone miał problemy z utrzymaniem rodziny i postanowił przenieść się do Kalifornii do Los Angeles. Najął się jako kierowca do przedsiębiorstwa, które transportowało samochody na Zachodnie Wybrzeże. Nie płaciło ona nic kierowcom za dostawę, ale kierowcy mieli darmowy transport. W trójkę dostarczyli do Los Angeles 6 aut, gdyż każdy samochód ciągnął za sobą drugi.
Zaczął występować w klubie Little Harlem w LA (1934–1939). Perkusistą w grupie był słynny showman Zutty Singleton. Wkrótce jednak i Walker mógł grać, śpiewać, tańczyć, a nawet prowadzić konferansjerkę. W ciągu następnych trzech lat zaczął być sławny w Los Angeles. W latach 1936–1937 występował regularnie w słynnym klubie Trocadero w Hollywood. W latach 1939–1940 odbył turę koncertową, głównie po Środkowym Zachodzie USA, z zespołem Les Hite Cotton Club Orchestra. Występował z nim także w Golden Gate Ballroom i słynnym Apollo Theater w Nowym Jorku. T-Bone zaczął wtedy nałogowo grać w karty o bardzo wysokie stawki.
Około czerwca 1940 roku w Nowym Jorku Walker dokonał kolejnego nagrania – tylko jako wokalista. Towarzyszyła mu orkiestra Les Hite’a; nagrany został utwór „T-Bone Blues” dla przedsiębiorstwa Varsity.
W tym czasie Vida i T-Bone byli rozdzieleni od 4 lat. Vida zabroniła pokazywania się Walkerowi w domu dopóki jest hazardzistą. W końcu T-Bone namówił żonę na towarzyszenie mu podczas tur koncertowych. Wtedy także praktykował i eksperymentował z gitarą elektryczną chociaż był zatrudniany jako wokalista.

### Rozwój kariery
W 1940 roku T-Bone założył swój zespół, z którym występował w Los Angeles i w Chicago. Występy w chicagowskim Rhumboogie Club otworzyły nową fazę jego kariery – jako showmana i estradowca.
20 lipca 1942 roku jako gitarzysta dokonał dla przedsiębiorstwa Capitol Records nagrań 4 utworów z Freddie Slack and His Orchestra oraz 2 utworów ze swoim kwintetem: „I Got a Break, Baby” i „Mean Old World”. 31 lipca odbyła się kolejna sesja nagraniowa z Freddie Slack and His Orchestra. Plonem było 7 utworów.
W latach 1942–1945 wraz ze swoim zespołem odbywał tury koncertowe po bazach Armii USA. W latach 1943–1944 występował ze słynną orkiestrę Fletchera Hendersona.
Prawdopodobnie w grudniu 1944 roku nagrał dla przedsiębiorstwa Swinghouse utwór „Low Down Dirty Shame Blues (Married Woman Blues)”.
W maju 1945 podczas sesji dla chicagowskiej przedsiębiorstwa Rhumboogie nagrał z Marl Young & His Orchestra sześć wczesnych wersji swoich późniejszych przebojów: „Sail on Boogie”, „I’m Still in Love with You”, „You Don’t Love Me Blues”, „T-Bone Boogie”, „Mean Old World Blues” oraz „Evening”.
Po powrocie do Los Angeles jego kariera uległa przyspieszeniu. Podpisał kontrakt nagraniowy z przedsiębiorstwem Comet Records, który pozwalał mu na nagrania dla przedsiębiorstwa Black & White oraz na zatrudnianie najlepszych muzyków w mieście. Nad jego nagraniami czuwał Ralph Bass, który był równocześnie wielkim fanem T-Bone’a. Od połowy 1946 roku do końca 1947 roku T-Bone nagrał około 70 utworów.
30 września i w grudniu 1946 roku wraz z Jack McVea’s All Stars i Al Killian Quintet dokonał kilkunastu nagrań dla przedsiębiorstwa Black & White. Te nagrania uczyniły z niego ojca elektrycznego bluesa.
W tym czasie koncerty T-Bone’a Walkera okazywały się sukcesem. Jego taneczny talent,  technika gry na gitarze, wokal, talent estradowy (np. grał w szpagacie trzymając gitarę za plecami) stworzyły wyjątkowe zjawisko na ówczesnej scenie bluesowej. Jak wspomina bluesman Lowell Fulson łączono wtedy na tury koncertowe trzech bluesmanów (np. Walker występował m.in. z Rayem Charlesem, Wynoniem Harrisem, Jimmym Witherspoonem, Big Joem Turnerem, Lowellem Fulsonem), z których każdy chciał występować jako ostatni, ale wszyscy w końcu zostawiali to miejsce dla Walkera.
Po 11 latach małżeństwa Vida urodziła pierwsze dziecko – córkę Bernitę (Vida w dalszym ciągu brała udział we wszystkich turach koncertowych męża).
13 września odbyła się w Los Angeles słynna sesja nagraniowa, której plonem był największy przebój Walkera i zarazem jeden z najbardziej znanych bluesów w historii – „Call It Stormy Monday (but Tuesday Is Just as Bad)”, znany pod skróconym tytułem jako „Stormy Monday”.
Mniej więcej w tym czasie menedżerem Walkera został Harold Oxley, były menedżer zespołu Jimmiego Lunceforda, człowiek o olbrzymim doświadczeniu. Koncerty przyciągały tłumy i muzycy T-Bone’a byli bardzo dobrze opłacani. T-Bone nie mógł ze względów zdrowotnych pić nic innego jak tylko kozie mleko. Jednak czasami, gdy grał w karty, sięgał po alkohol i był odwożony do szpitala; koncert odwoływano. W końcu musiał na jakiś czas zaprzestać koncertowania i poddać się operacji. Zastopowało to rozwój jego kariery.
Razem ze swoim siostrzeńcem, występującym jako T-Bone Jr. brał udział w różnych programach typu variété w nocnych lokalach i hotelach.
W 1960 roku jego kariera mogła ponownie się rozwijać. Count Basie zatrudnił go do występów w jego zespołem w wielkim show, w którym gwiazdami byli m.in. Ruth Brown i George Shearing. Jednak Walker czuł, że jest odsunięty na dalszy plan i po jakimś czasie odszedł z zespołu.
W 1962 roku otrzymał ponowną szansę, gdy pod firmą Rhythm and Blues USA przez promotorów niemieckich Lippmana i Raua został zaproszony na występy w Niemczech, a potem w innych krajach europejskich. W skład tego zespołu wchodziła doborowa stawka bluesmanów; byli tam Memphis Slim, Shakey Jake, Willie Dixon, John Lee Hooker, Helen Humes, Jump Jackson, Sonny Terry i Brownie McGhee. Nagrali wspólnie album zatytułowany American Blues Festival, na którym T-Bone gra na fortepianie.
Już od końca lat 50. Walker nagrywał coraz mniej ze względu na zły stan zdrowia. Poprzednio rocznie ukazywał się minimum jeden album Walkera, a przeważnie dwa. Pod koniec lat 60. zaczął się w Europie cieszyć olbrzymią popularnością i dla przedsiębiorstwa Black and Blue nagrał 9 utworów, które zostały także wydane potem w USA przez przedsiębiorstwo Delmark.
W 1966 roku wziął udział w jazzowym programie Jazz at the Philharmonic, z którym odwiedził Europę.
W 1967 roku wystąpił na festiwalu jazzowym Monterey Jazz Festival w Monterey w Kalifornii.
W latach 1968–1969 występował w Europie w ramach American Folk Blues Festival.
Na początku lat 70. kilkakrotnie wziął udział w turach koncertowych Johnny Otis Revue.
Po operacji nie czuł bólu żołądka, więc podczas pobytu w Paryżu zaczął znowu pić alkohol. Ponieważ zawsze dużo wydawał pieniędzy, poszedł za złymi radami swojego obecnego towarzystwa i zmienił menedżera, gdy przedsiębiorstwo Polydor Records wyraziło zainteresowanie kontraktem z nim. Od tego momentu przestał się w ogóle zajmować swoimi interesami.
Po powrocie od Los Angeles w 1972 roku okazało się, że za swój album otrzymał nagrodę Grammy. Zwiększyło to jego wiarę w nowego menedżera. Grał wówczas z młodymi muzykami w modnym wówczas stylu i chociaż publiczność nie była zbyt przekonana do tego, co prezentuje na koncertach, dopóki miał następne występy w planie – był zadowolony. Rzadko był wtedy trzeźwy.
W tym czasie na skutek własnej nieuwagi uległ wypadkowi samochodowemu. W szpitalu spędził kilka miesięcy. Jego „Stormy Monday” został nagrany przez The Allman Brothers Band, był wszędzie puszczany i to, jak i inne tantiemy z wykonań tego utworu, przynosiło mu spory dochód. Z jego zdrowiem było jednak źle, musiał być na badaniach szpitalnych co trzy miesiące.
Po ostatnim swoim występie w Nixon Theater w Pittsburghu (stan Pensylwania) czuł się już bardzo źle. W Nowy Rok doznał wylewu i znalazł się w domu opieki Vernon Convalescent Hospital. Zmarł 16 marca 1975 roku. Podczas przejazdu pogrzebu przez Los Angeles tysiące ludzi stało na trasie przejazdu.
Został pochowany na cmentarzu Inglewood w Inglewood, Kalifornia.
W tym samym roku odbył się specjalny koncert w Musicians Union Auditorium poświęcony jego pamięci.

## Krytyka i znaczenie
T-Bone Walker już od dzieciństwa był zaznajomiony z tradycją bluesową. Jeszcze gdy był dzieckiem, w jego domu bywali Blind Lemon Jefferson i Huddie Leadbelly Ledbetter. Na jego styl gry na gitarze wpłynął najpierw Blind Lemon. Później wzorem był gitarzysta Lonnie Johnson. Ponieważ był pierwszym gitarzystą elektrycznym, więc wiele zawdzięczał swoim eksperymentom z gitarą elektryczną. Tutaj już nie mógł naśladować nikogo i sam stał się wzorem dla setek gitarzystów bluesowych i rockowych, z których najważniejsi to Duane Allman, Jeff Beck, Chuck Berry, Mike Bloomfield, Clarence Gatemouth Brown, Lonnie Brooks, Eric Clapton, Albert Collins, Pee Wee Crayton, Lowell Fulson, Guitar Slim, Buddy Guy, Jimi Hendrix, Earl Hooker, Albert King, B.B. King, Freddie King, Little Milton, Johnny Moore, Shuggie Otis, Jimmy Page, Fenton Robinson, Otis Rush, Doug Sahm, Phillip Walker, Johnny „Guitar” Watson, Johnny Winter.
Był także wokalistą. Wzorem dla niego byli tacy wokaliści jak Ida Cox, Lonnie Johnson i Jimmy Rushing. Jednak najwięcej zawdzięczał pianiście i wokaliście bluesowemu Leroyowi Carrowi. Jako wokalista stał się wzorem dla takich bluesmanów jak Billy Boy Arnold, Bobby Bland, Andrew Brown, Joe Turner i niektórych spośród wymienionych powyżej.
Leroy Carr był jednym z tych, którzy zurbanizowali brzmienie bluesa. W latach 30. nastąpiła wzajemna wymiana pewnych elementów stylistycznych między bluesem i jazzem. Blues stał się bardziej rytmiczny i zarazem rytm bluesa stał się bardziej skomplikowany. Był wykonywany także przez duże orkiestry typu Les Hite Orchestra, w której T-Bone był i wokalistą, i gitarzystą akustycznym, gdyż muzycy Lesa nie lubili dźwięku gitary elektrycznej. Jednak praktyka w takich orkiestrach jazzowych dała Walkerowi niezwykłą intensywność swingu, który wprowadził do bluesa. Obaj przyjaciele Charlie Christian i T-Bone mieli tego samego nauczyciela gry na gitarze – Chucka Richardsona. Obaj rozpoznali możliwości jakie tkwiły w elektrycznej gitarze i obaj stali się prekursorami; Christian – elektrycznej gitary jazzowej, T-Bone – elektrycznej gitary bluesowej.
W młodości był tancerzem – tańczył solo albo z Christianem.
B.B. King zawsze podkreślał niezwykły dźwięk gitary T-Bona i określił go tak jak myślę, [był to] najpiękniejszy dźwięk, jaki słyszałem kiedykolwiek w moim życiu. Być może osiągnął swoje brzmienie, przynajmniej w jakiejś części, specyficzną pozycją gitary, nie trzymał jej równolegle do ciała, tylko pod dość sporym kątem, co większości gitarzystów sprawiłoby spore kłopoty. Dźwięk gitary T-Bone’a był zarówno ostry, intensywny jak i w tym samym momencie jednak delikatny. Miał także wspaniałe wyczucie dynamiki, którą wykorzystywał po mistrzowsku w celu nadania utworom bardziej osobistego i nieraz dramatycznego charakteru. Niezwykle łatwo przechodził z gry na jednej strunie do podkreślania dramatyzmu i dynamiki utworu potężnymi akordami. Niezależnie od tempa bluesa potrafił bezbłędnie dobrać odpowiednie tempo do treści utworu. Określenie specyficznego rytmicznego grania Texas guitar shuffle wzięło się z jego utworu T-Bone Shuffle, nagranego dla przedsiębiorstwa Comet w listopadzie 1947 roku.

## Wybrana dyskografia
- The Complete Imperial Recordings 1950–1954. Imperial/EMI, 1991, CDP-7-96737-2 (2 CD)
- The Complete Capitol/Black & White Recordings. Capitol/Capitol Blues Collection 1995 (3 CD)
- T-Bone Blues, Atlantic, 1960, 8020
- Good Feelin', Polydor, 1970
- Fly Walker Airlines, Polydor, 1973
- Very Rare, Reprise Records, 1975